# Evžen Vratislav z Mitrovic (politik)
Evžen Vratislav z Mitrovic, též Eugen Vratislav z Mitrovic a Schönfeldu, německy Eugen Wratislaw von Mitrovic (11. října 1842 Koloděje nad Lužnicí – 21. dubna 1895 Koloděje nad Lužnicí), byl český šlechtic z rodu Vratislavů z Mitrovic a politik z Čech, v 2. polovině 19. století poslanec Říšské rady.

## Biografie
V doplňovacích zemských volbách v listopadu 1885 byl zvolen na Český zemský sněm za kurii velkostatkářskou, nesvěřenecké velkostatky. Mandát obhájil ve volbách roku 1889. Zastupoval Stranu konzervativního velkostatku.
Působil i jako poslanec Říšské rady (celostátního parlamentu Předlitavska), kam usedl ve volbách roku 1885 za kurii velkostatkářskou v Čechách. Mandát obhájil ve volbách roku 1891 a poslancem byl až do své smrti roku 1895. Pak ho nahradil Gottfried Clam-Martinic. Ve volebním období 1885–1891 se uvádí jako hrabě Eugen Wratislaw von Mitrovic, statkář, bytem Koloděje nad Lužnicí.
Na Říšské radě se přidal k Českému klubu, který od konce 70. let sdružoval staročechy, mladočechy, českou konzervativní šlechtu a moravské národní poslance.
Zemřel v dubnu 1895 na ochrnutí mozku na svém zámku v Kolodějích.